# Ахмедов, Сабир Атакиши оглы
Сабир Атакиши оглы Ахмедов (азерб. Sabir Atakişi oğlu Əhmədov; 16 июня 1933 года, Сальянский район — 16 июня 2016 года, там же) — советский азербайджанский хлопковод, Герой Социалистического Труда (1973). Лауреат Государственной премии СССР (1978), мастер машинной уборки хлопка Азербайджанской ССР. Депутат Верховного Совета СССР 9-го и 10-го созывов (1974—1984).

## Биография
Родился 16 июня 1933 года в селе Сейдан Сальянского района Азербайджанской ССР.
Окончил Сальянскую школу механизации, позже — Сальянский сельскохозяйственный техникум.
Начал трудовую деятельность в 1948 году трактористом Сальянской МТС. В 1958—1960 годах — тракторист, в 1960—1990 годах — бригадир комплексной тракторно-полеводческой бригады колхоза «Ени-Мугань» Сальянского района республики. 
Коллектив бригады под руководством Сабира Ахмедова добивался высоких результатов при выполнении заданий по производству сельскохозяйственной продукции девятой (1971—1975), десятой (1976—1980), одиннадцатой (1981—1985) и двенадцатой (1986—1990) пятилеток. В 1971 году бригада Ахмедова получила с каждого из 100 гектаров обрабатываемого участка 36,4 центнера хлопка, таким образом выйдя на первое место в социалистическом соревновании Сальянского района. В 1972 году бригадой вновь был получен высокий урожай, а лично Ахмедов собрал машиной более 200 тонн хлопка; в 1973 году, несмотря на неблагоприятные погодные условия и необходимость работать на засоленных почвах, трудящимся бригады удалось получить с каждого из 100 гектаров 37 центнеров хлопка. По итогам первых трёх лет девятой пятилетки коллектив продал государству 1035 тонн хлопка, таким образом выполнив план пятилетки досрочно — за 3 года.
Указом Президиума Верховного Совета СССР от 12 декабря 1973 года за успехи, достигнутые во Всесоюзном социалистическом соревновании по увеличению производства и заготовки сельскохозяйственной продукции Ахмедову Сабиру Атакиши оглы присвоено звание Героя Социалистического Труда с вручением ордена Ленина и золотой медали «Серп и Молот».
В последующие годы коллектив бригады продолжил получать высокие урожаи хлопка. В 1978 году бригада вновь установила колхозный рекорд, получив с каждого гектара 55,4 центнера высококачественного хлопка. В 1978 году, за получение высоких и устойчивых урожаев овощей, картофеля, хлопка, винограда, фруктов, чая и бахчевых культур на основе умелого использования техники, улучшения организации работ, повышения культуры земледелия, Ахмедову Сабиру Атакиши оглы присвоена Государственная премия СССР.
В 1987 году бригада получила с каждого центнера закрепленного за ней участка 39 тонн хлопка. В 1990 году вышел на пенсию.
Распоряжением Президента Азербайджанской Республики от 2 октября 2002 года, за большие заслуги в области науки и образования, культуры и искусства, экономики и государственного управления Азербайджана, Ахмедову Сабиру Атакиши оглы назначена персональная пенсия Президента Азербайджанской Республики.
Активно участвовал в общественно-политической жизни республики. Состоял в КПСС с 1961 года, выдвинут делегатом на XXVII съезд КПСС (1986). Многократно избирался депутатом местных советов, членом бюро партийного комитета колхоза, секретарем первичной партийной организации бригады. В 1974 и 1979 годах избирался депутатом Совета Национальностей Верховного Совета СССР 9-го и 10-го созывов от Сальянского избирательного округа № 217, член Комиссии по торговле, бытовому обслуживанию и коммунальному хозяйству Совета Национальностей 9-го созыва. На должности депутата Верховного Совета содействовал улучшению социально-бытовой инфраструктуры для трудящихся, при прямом содействии Ахмедова были построены Сальянская централизованная районная библиотека, дом культуры с агитпунктом, библиотекой и зрительным залом на 400 человек в усадьбе колхоза, селе Чуханлы Сальянского района, автоматическая телефонная станция при колхозе, предприятия комплексного обслуживания в населенных пунктах Чуханлинского сельского совета.
Ушел из жизни 16 июня 2016 года в родном селе на 84 году жизни.

## Награды
- Герой Социалистического Труда (1973)
- два ордена Ленина (1970; 1973)
- Орден Трудового Красного Знамени (1967)
- Медаль «В ознаменование 100-летия Владимира Ильича Ленина» (1970)
- Медаль «За трудовое отличие» (1965)
- Почетная стипендия Президента Азербайджанской Республики (2002)